# Alberto Negrin
Alberto Negrin, italijanski filmski režiser, * 2. januar 1940, Casablanca, Maroko.

## Filmografija
- Srce v breznu (2005)
- Perlasca, italijanski junak (2002)
- Jaz in Duce (1985)